# 3810 Aoraki
3810 Aoraki (1985 DX) là một tiểu hành tinh vành đai chính được phát hiện ngày 20 tháng 2 năm 1985 bởi Alan C. Gilmore và Pamela M. Kilmartin ở Mount John.
Aoraki means "Cloud Piercer" ở Māori, và forms part of the name Aoraki/Mount Cook, New Zealand's highest mountain.